# 花岩駅
花岩駅（ファアムえき、朝鮮語: 화암역）は朝鮮民主主義人民共和国慈江道前川郡にある駅で、満浦線に属する。 

## 隣の駅
満浦線
前川駅 - 花岩駅 - 双芳洞駅